# ラインラントの私生児
ラインラントの私生児（ラインラントのしせいじ、ドイツ語: Rheinlandbastard）とは、第一次世界大戦後のドイツ西部のラインラントにフランスから占領軍として派遣されたアフリカ出身のフランス兵とドイツ人女性の間に生まれた私生児たるアフリカ系住民の事を主に指した、ヴァイマル共和政時代からナチス・ドイツ時代まで使われた差別用語である。

## 歴史

### ヴァイマル共和政時代
当初、第一次世界大戦後のドイツにおける非白人の殆どが、アフリカやメラネシアをはじめとする、戦前までの海外植民地へ渡った宣教師を主としたドイツ人男性と、現地人女性の間に生まれ、敗戦による植民地の喪失に伴い、ドイツへ渡る事を選んだ者達だった。他にも、大戦中は船員・家事使用人・学生・エンターテイナー、大戦後にはアフリカ戦線においてドイツ兵として従軍した者なども、渡独して定住する様になった。
その後、大戦後に締結されたヴェルサイユ条約に伴い、三国協商を代表してフランス軍がラインラントに駐留した際、当時フランスの植民地だったアフリカの北部や西部から約2万人の兵士が送られた。その際、一部の黒人兵が現地のドイツ人女性と関係を持ち、約6~800人の混血児が生まれる事となった。
元々ドイツは、中央同盟国では唯一海外植民地を保持する国家であったが、大戦時は連合国に制海権を抑えられた為、連合国とは対照的に植民地から兵士を送る事が、事実上不可能な状態であった。加えて、20世紀の初頭から植民地の一つだった南西アフリカにおいて、先住民であるヘレロやナマ人に対する大規模な虐殺を行うなど、大戦前の時点でドイツ国内では、既に黒人を蔑視する風潮が出来上がっていた。その為、ヨーロッパ戦線において、植民地から派遣した非白人の兵士を多用する連合国軍を、多くのドイツ国民は嫌悪する様になった。
ヴェルサイユ条約に関する交渉の場において、アメリカとイギリスは、前年のドイツと連合国による休戦交渉の場において、ドイツのヴィルヘルム・ゾルフ外務大臣が主張した、フランス軍へ植民地兵をラインラントへ駐留させる事を拒否する意向を汲んで、フランスへの説得を試みた。しかしフランスは、結果としてラインラントへの植民地兵の派遣を強行した。

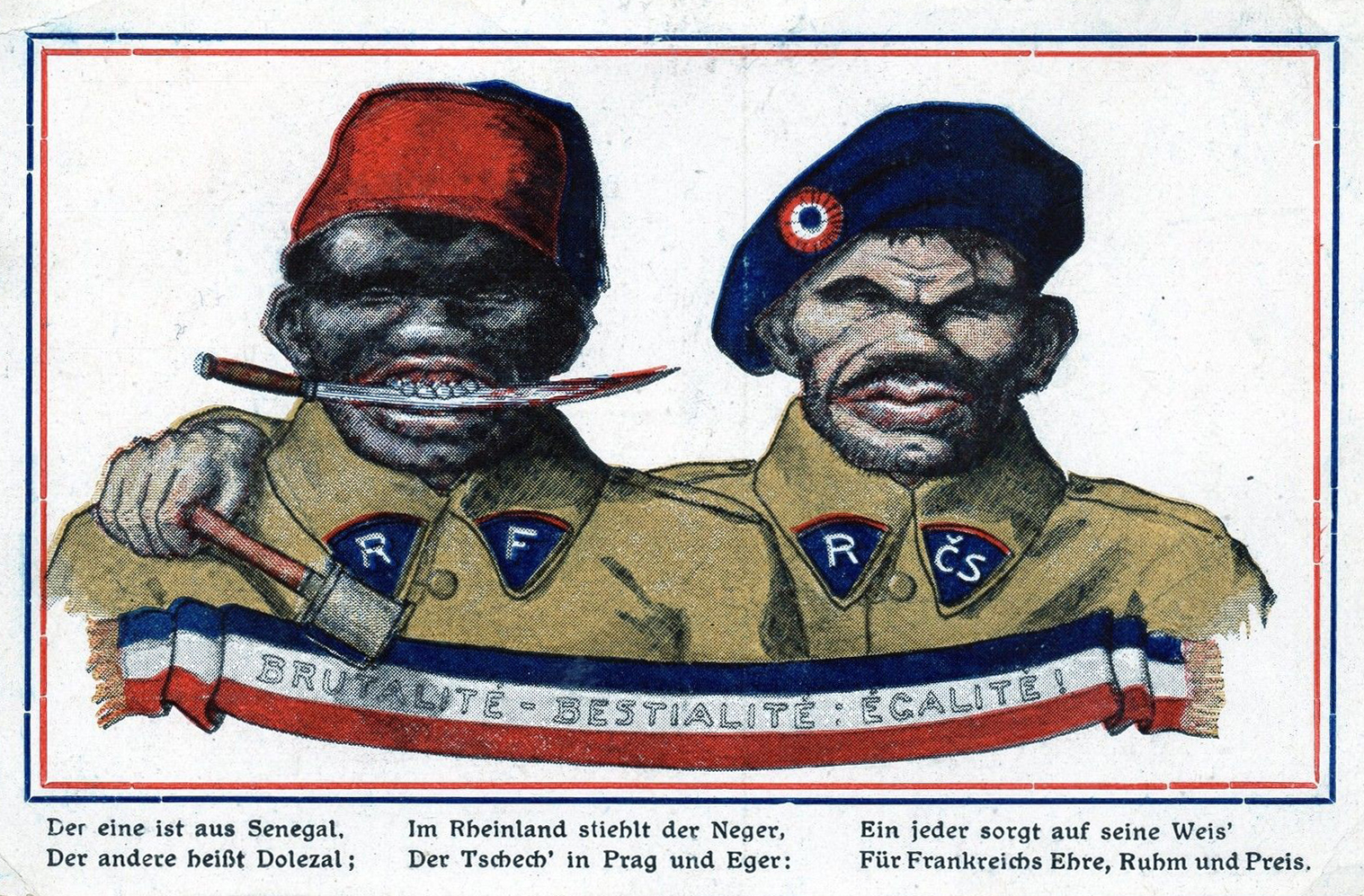
「残忍、獣姦、平等」という言葉が記された、1923年1月に発行されたドイツのポストカード。セネガル出身のフランス兵とチェコ兵が並んで描かれている。

この事から、ドイツの世論は連合国によるラインラント占領を国辱と捉える声が多数を占める様になり、如何なる形でも占領軍に対する協力は、事実上の反逆罪と見なされる風潮が出来上がった。1920年春頃から、ドイツの新聞は 『黒い汚辱』と称して、セネガル出身のフランス兵によるドイツ人女性への強姦が、連日の様に横行していると主張する記事を、頻繁に掲載する様になった。これに伴う形で、『ラインラントの私生児』なる造語が、生まれる事となった。

当時のヴァイマル共和政政府も、アドルフ・ケスター外務大臣が、フランス政府へ宛てた書簡の中で「もし我々が占領を甘受する義務があると言うのなら、あの黒いペスト菌どもを我々から遠ざけ、元来の白人兵達のみによるものである事を確約してくれるうえでのみ、その不当な規律を受け入れる準備がある」と記した様に、政界でも独立社会民主党を除く全ての党派が、この風潮に倣う姿勢を取っていた。国会でも、1920年4月には
「現在のドイツにおいて、この野蛮人達は婦女子だけでなく、男性達にとっても、恐ろしく危険な存在である。我が国の婦女子の名誉・肉体・生命・純血・無垢が損なわれるからだ。黒人部隊が我が国の婦女子を犯し、抵抗する者を傷つけているのみならず、殺戮までしている事例が、益々多く挙げられている」
といった、政府に対する共同質問が成された。
大衆文化においても、グイド・クロイツァーが1921年に発表した小説『黒い汚辱ー辱しめられたドイツの物語』では、「ラインラントで生まれた混血児は、肉体的・精神的にも退化して生まれた存在であり、ドイツ国民として扱う価値は無い」「混血児を産んだドイツ人女性も、同様に民族共同体から排除されるべきだ」と記されている。
アドルフ・ヒトラーも「我が闘争」の中で、ユダヤ人と黒人を結び付けたうえで、「ラインラントに黒人を連れてくるのはユダヤ人だ」「そうやって、必然的に人種の質を劣化させる事で、彼等が嫌悪する白人を破滅させようとする、秘めた考えと明確な目的が常にある」と記している。

ドイツ国外のメディアにおいても、イギリスのジャーナリストであるエドモンド・モレルが、1920年4月10日付のデイリー・ヘラルド紙に投稿した「ヨーロッパにおける有色人種による厄災。フランス軍、ライン河畔で性暴力を引き起こす。ドイツ人少女達に行方不明者が続発」といった見出しの記事において、ラインラントに駐留したフランス軍の兵士に、有色人種が多く含まれている事を、厳しく非難すると同時に、
「行く先々でアフリカ系兵士達は、恐怖と嫌悪をもたらす存在となり、周知のその生理的欲求から、手当たり次第に女性を犯している。黒人達による白人女性への暴行は、被害者の心身を深く傷付けるに留まらず、梅毒を蔓延させ、暴行を止めに入ろうとした民間人達を殺害するなど、しばしば歯止めが効かない状況を引き起こしている。これを、フランスによる“ドイツを2,000年前の世界に戻してやれ”と言わんばかりの平和条約に基づく、横暴な施策を具現化した悍ましい現状と言わずして、何と言うのであろう」 
とも記している。
これを機に、欧米各国でも「黒い汚辱」・反フランス・反植民地キャンペーンが波及する事となった。イギリスでは、デイリー・ヘラルド紙以外にも多くの新聞が、モレルの記事を支持した。4月27日には、婦人国際平和自由連盟を中心とした各女性団体が、ロンドンで大規模な抗議集会を催し、ラインラントにおける植民地兵の派遣を、暴力的行為であると非難した。労働党女性国民会議は、モレルによる記事が発表されてすぐに、「ラインラントにおける黒人部隊の使用は、占領された白人にとっても、黒人部隊自身にとっても、品位を貶める行為である」といった非難決議を採択した。
アメリカ合衆国でも、モレルの記事が発表されてすぐに、多くの国民から抗議の手紙を受け取ったウッドロウ・ウィルソン大統領が、占領軍の司令官に、同地における事実関係の調査を命じた。同年末には「ライン河畔の恐怖に反対するアメリカ運動」なる組織が結成され、翌1921年2月28日にニューヨークのマディソン・スクエア・ガーデンにおいて、1万2000人が参加する大規模な抗議集会を催した。
無論、一連の「黒い汚辱」キャンペーンには反対の声も挙げられていた。先にも記した、国会における大半の党派による、黒人兵士に対する撤退要求に賛同しなかった独立社会民主党の女性議員であるルイーゼ・ツィーツは、上述した共同質問に続く討議の中で、植民地兵だけが非難されている性犯罪を犯すのではなく、大戦時の膠州湾租借地において、ドイツ兵向けの軍用売春宿が設けられていた事に言及したうえで、そうした行為は軍事的占領一般の周知の結果である事を指摘し、人種闘争を拒否する事を明言した。アメリカでも、マディソン・スクエア・ガーデンにおける抗議集会から3週間も経たない内に、同じ場所で「黒い汚辱」キャンペーンに対する反対集会が催され、2万5000人が参加する結果となった。

### ナチス時代

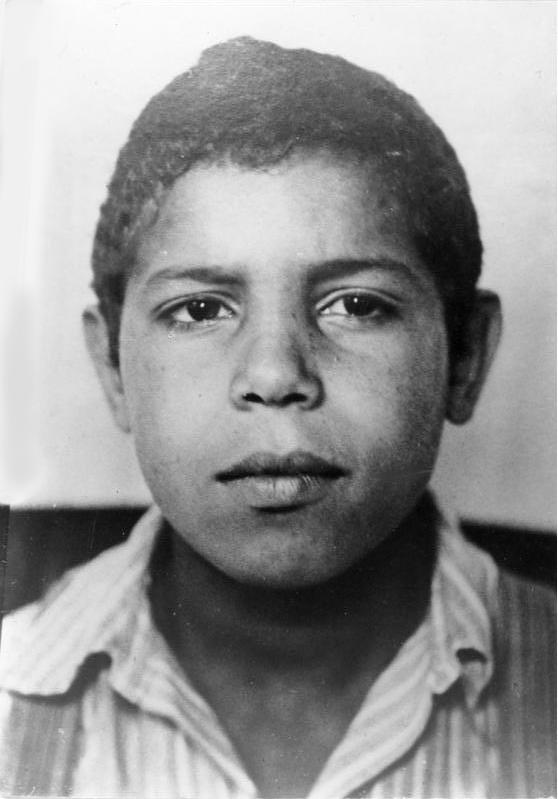
ナチ党施政下において『遺伝性疾患患者』と見なされた若いアフリカ系の男性

1933年にナチ党が政権を獲得した当時のドイツにおけるアフリカ系住民の人口は、総人口に比して0.05%にも満たない、極めて少数なものに過ぎなかった。しかしナチ党は人種政策において、アフリカ系住民を義務教育の対象から除外する、一部の職業に就く事や白人との恋愛・結婚を禁止する、原則としてドイツ国籍を与えない事を定める等、迫害の標的とする事を決定した。ナチ党は、黒人による芸術全般に『退廃芸術』のレッテルを貼ったうえで、ジャズやスウィングをはじめとする、アメリカの黒人によってもたらされた音楽を『腐敗した黒人音楽』として、禁止する方針を採った。
無論、こうした政府の方針に対して反発するアフリカ系住民もいた。例えば、第一次世界大戦前にドイツ本国で生まれた、数少ないアフリカ系住民の一人だったヒラリウス・ギルゲスは、16歳でドイツ共産主義青年同盟に入団し、反ナチ運動に身を投じたが、1933年6月にデュッセルドルフの自宅アパートに居るところをゲシュタポと親衛隊の捜査員6名によって逮捕・拉致され、拷問の末に殺害されている。
1933年7月14日に制定、翌1934年1月に施行された遺伝病子孫予防法に基づき、政府はアフリカ系住民による子孫を増やさない為の防止策を講じる事を目的とした『特別委員会第3号』を立ち上げ、委員長にはカイザー・ヴィルヘルム人類学・優生学・人類遺伝学研究所の所長であるオイゲン・フィッシャーが任命された。
1935年3月11日には、フィッシャーやフリッツ・レンツ、ハンス・ギュンターをはじめとする優生学者と一部の内務官僚達が、アフリカ系住民への非合法の不妊手術計画を発表した。計画書の中では、アフリカ系住民を『ラインの黒い恥』『遺伝性疾患患者』と断じ、同年の『医師評論』にも、
「将来ライン川の岸辺で、白い肌と美しい顔をして、すくすくと育ち、精神的にも秀でて健康で活発なドイツ人が、よく通る声で歌っているのではなく、有色で梅毒に罹った混血児が、割れる様な声で怒鳴っている様になるとしたら、どうだろう? 我々は、そうなる事を今みすみす黙認しなければならないのか?」
と、黒人への差別を煽る内容の論文が掲載された。
1935年9月に制定されたニュルンベルク法によって、ユダヤ人とドイツ人の結婚が禁止される事となったが、その後の改訂に伴い、アフリカ系住民もドイツ人とは結婚できなくなった。
1937年春以降、フィッシャーらによるレポートに基づき、確認されているだけでも385名のアフリカ系住民に対する断種手術が、法に反して実施された。
第二次世界大戦が勃発すると、ハインリヒ・ヒムラー内務大臣兼親衛隊全国指導者は、アフリカ系住民を虐殺の対象とする事を検討すべく、1942年頃に彼等を対象とした人口調査を実施したが、結局虐殺そのものが実行される事は無かった。一方で、最低でも24名のアフリカ系住民が強制収容所へ送致された事も、戦後明らかになっている。
断種手術を受けた者も含めて、アフリカ系住民が戦後のドイツ国内において、どういった措置を受ける様になったかは、現在でも詳しい事は判っていないとされている。